# NGC 1080
NGC 1080 is een balkspiraalstelsel in het sterrenbeeld Walvis. Het hemelobject werd op 21 oktober 1886 ontdekt door de Amerikaanse astronoom Lewis A. Swift.

## Synoniemen
- PGC 10416
- MCG -1-8-3
- IRAS02426-0455
- KUG 0242-049